# 행복한 다섯시
장금선의 행복한 다섯시는 TBN 전북교통방송(전주 FM 102.5MHz, 장수 FM 106.1MHz)에서 평일 오후 5시부터 5시 55분까지 방송되는 전북권 지역의 퇴근길 라디오 프로그램이다.

## 프로그램 소개
- 퇴근을 앞둔 시간, 바쁜 하루 일상 속에 지친 청취자들의 귀를 쉬게해주는 아름다운 음악과 이야기로 가득 채운 시간을 선사하고자 한다.

## 코너소개

### 매일 코너
- 오늘의 주제곡 - MC 장금이 추천하는 오늘의 분위기와 주제에 맞는 선곡
- 행복 한 줄 - 하루 일과를 마무리하는 시간, 수고한 청취자에게 전하는 좋은 글과 음악
- tbn 정보광장- 다양한 지역 소식 및 축제 소식